# Stephan Gamm

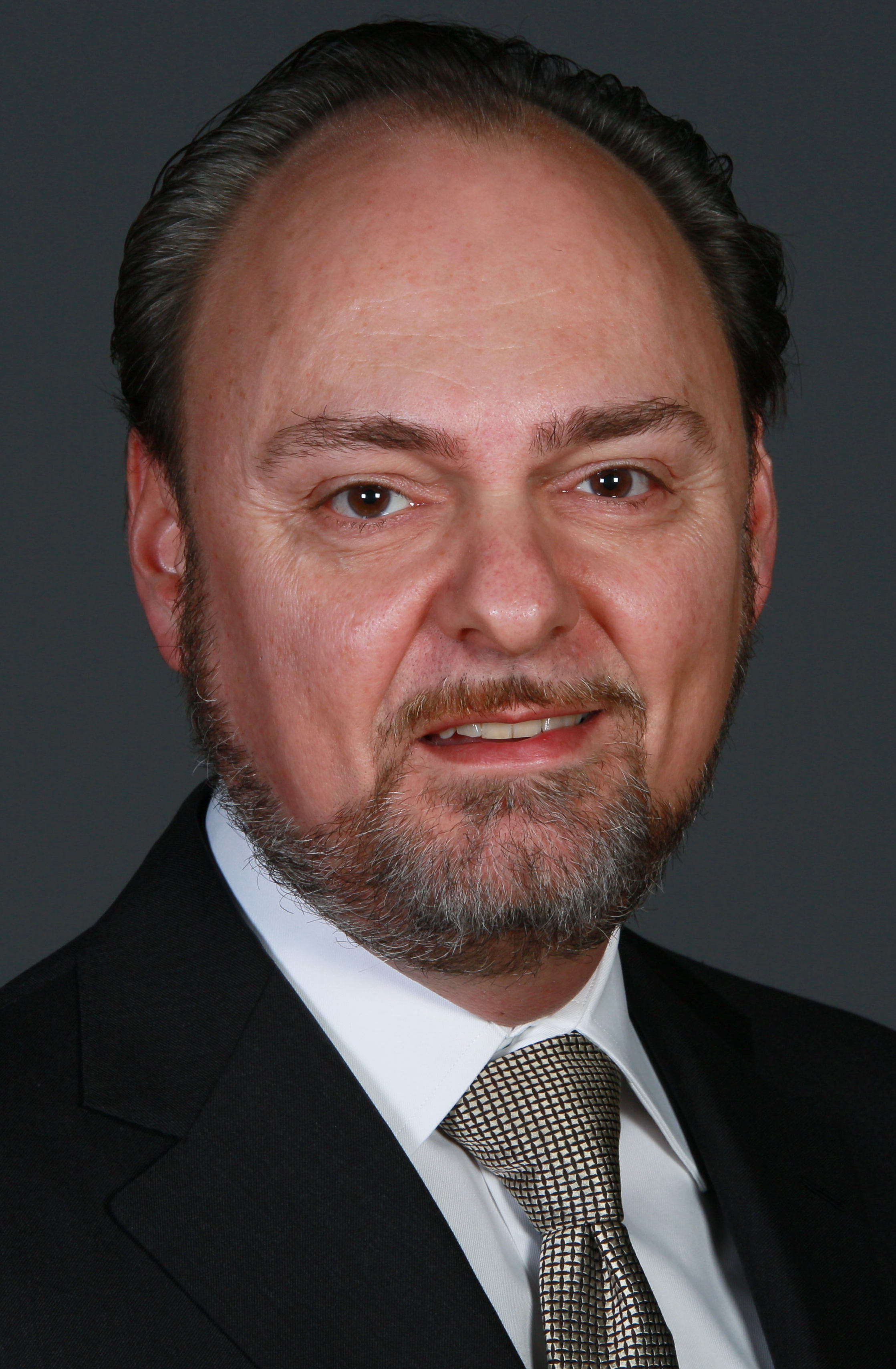
Stephan Gamm (2018)

Stephan André Gamm, geb. Dössel, (* 10. Mai 1971 in Hamburg) ist ein deutscher Politiker der CDU. Er war von 2015 bis 2025 Mitglied der Hamburgischen Bürgerschaft.

## Leben und Beruf
Nach dem Abitur 1991 am Margaretha-Rothe-Gymnasium in Hamburg-Barmbek leistete Gamm seinen Grundwehrdienst bei der Panzergrenadierbrigade 7 in Fischbek/Neugraben ab. Dem folgten eine Ausbildung zum Bankkaufmann (1992–1994) und ein Studium der Betriebswirtschaftslehre an der Universität Hamburg, welches Gamm 2001 als Diplom-Kaufmann abschloss.
Gamm war einige Jahre als selbstständiger Unternehmensberater tätig. Seit 2008 arbeitet er bei einer großen internationalen Unternehmensberatung in Hamburg. Sein Branchenschwerpunkt ist die Energiewirtschaft. In diesem Bereich hat Gamm Studien und Artikel zur Zukunft der Energienetze veröffentlicht, Vorträge gehalten und war einer der Initiatoren des parteiübergreifenden Bündnisses „NEIN zum Netzkauf!“ gegen den Netzrückkauf in Hamburg.
Stephan A. Gamm ist verheiratet und hat zwei Kinder.

## Politik
Seit 1994 ist Gamm Mitglied und Mandatsträger der CDU Hamburg. So war er u. a. von 2004 bis 2008 Abgeordneter der Bezirksversammlung Hamburg Nord (wirtschaftspolitischer Sprecher). Während seines Studiums war Gamm wissenschaftlicher Mitarbeiter der damaligen Bürgerschaftsabgeordneten Michael Freytag und Michael Waldhelm.
Im Juni 2014 wurde er Spitzenkandidat der CDU im Wahlkreis Barmbek – Uhlenhorst – Dulsberg und wurde am 15. Februar 2015 in die Hamburgische Bürgerschaft gewählt.
Gamm war Fachsprecher seiner Fraktion für Umwelt und Energie und des Weiteren Mitglied in den Ausschüssen Gesundheit, Schule sowie Wissenschaft und Gleichstellung.
Am 23. Februar 2020 gelang Gamm erneut der Einzug als Abgeordneter in die Hamburgische Bürgerschaft.
Im Juli 2024 verlor Gamm eine parteiinterne Kampfabstimmung um die Spitzenkandidatur im Wahlkreis gegen Julian Herrmann. Bei der Bürgerschaftswahl 2025 verfehlte er demnach den Wiedereinzug in die Bürgerschaft.